# 긴즈부르크-란다우 이론
긴즈부르크-란다우 이론(영어: Ginzburg–Landau model)은 물리학에서 초전도체를 다루는 현상론적인 모형으로, BCS 이론의 미시적 유효 이론이다.

## 정의
긴즈부르크-란다우 이론은 대전된 복소 스칼라장 {\displaystyle \phi }와 이와 상호작용하는 자기장 {\displaystyle B_{i}=\epsilon _{ijk}F_{jk}/2}을 포함하는 이론이다. 그 자유 에너지는 다음과 같다. (편의상 {\displaystyle \hbar =c=\mu _{0}=1}인 자연단위계를 사용하였다.)
{\displaystyle E={\frac {1}{4}}(F_{ij})^{2}+{\frac {1}{2}}\left|(\partial +iqA)\phi \right|^{2}+V(\phi )}
여기서 {\displaystyle V(\phi )}는 멕시코 모자 퍼텐셜로, 다음과 같은 꼴이다.
{\displaystyle V(\phi )=\lambda (|\phi |^{2}-\mu ^{2})^{2}=-2\lambda \mu ^{2}|\phi |^{2}+\lambda |\phi |^{4}+{\text{const.}}}
{\displaystyle -\mu ^{2}<0}이라면 전자기장의 U(1) 게이지 대칭이 자발 대칭 깨짐을 겪게 되고, 이에 따라 힉스 메커니즘에 의하여 광자가 질량을 얻게 된다.

## 초전도체의 성질
긴즈부르크-란다우 모형은 초전도체의 여러 현상들을 다음과 같이 설명한다.

### 초전도 상전이
멕시코 모자 퍼텐셜에 따라서, 충분이 높은 온도에서는 {\displaystyle \langle \phi \rangle =0}이며 이에 따라서 대칭 깨짐이 발생하지 않는다. 반면, 매우 낮은 온도에서는 진공이 멕시코 모자 퍼텐셜의 의 한 귀퉁이로 가라앉으면서 초전도상으로 상전이가 일어난다.

### 마이스너 효과
힉스 메커니즘에 따라, 광자는 질량
{\displaystyle m_{A}={\sqrt {2}}|q|\mu }
을 갖는다. 이에 따라서 자기장은 초전도체를 대략 길이
{\displaystyle \lambda =1/2m_{A}={\frac {1}{2{\sqrt {2}}|q|\mu }}}
이상 침투하지 못하고, 지수함수적으로 사라진다. 이 현상을 마이스너 효과라고 하고, 그 길이 {\displaystyle \lambda }를 런던 침투 길이(영어: London penetration depth)라고 한다.

### 결맞음 길이
결맞음 길이(영어: coherence length)는 스칼라장의 질량에 반비례하는 길이이다. 만약 {\displaystyle -\mu ^{2}>0}이라면 (비초전도상), 질량은 단순히
{\displaystyle m_{\phi }={\sqrt {-2\lambda \mu ^{2}}}}
이다. 따라서, 비초전도상에서의 결맞음 길이는
{\displaystyle \xi =1/m_{\phi }=1/{\sqrt {-2\lambda \mu ^{2}}}}
이다.
반면, {\displaystyle -\mu ^{2}<0}이라면 (초전도상), 힉스 메커니즘에 의하여 복소 스칼라장 {\displaystyle \phi }는 하나의 유질량 실수 스칼라장으로 바뀌게 되며, 그 질량은
{\displaystyle m_{\phi }'=2\mu {\sqrt {\lambda }}}
이다. 따라서, 초전도상에서의 결맞음 길이는
{\displaystyle \xi '=1/m_{\phi }'=1/(2\mu {\sqrt {\lambda }})}
이다.

### 1종과 2종 초전도체
긴즈부르크-란다우 매개변수(영어: Ginzburg–Landau parameter)는 런던 침투 길이와 결맞음 길이의 비이다.
{\displaystyle \kappa =\lambda /\xi '=m_{\phi }/2m_{A}=q^{-1}{\sqrt {\lambda /2}}}
스칼라 퍼텐셜은 서로 같은 전하에 대하여 인력을, 전자기력은 척력을 나타낸다. 인력에 대한 결합 상수는 {\displaystyle \lambda }, 척력에 대한 결합 상수는 {\displaystyle q^{2}}이다. 따라서
{\displaystyle \lambda >q^{2}} (즉, {\displaystyle \kappa >1/{\sqrt {2}}})
라면 같은 전하는 서로 끌어당기고, 반대로
{\displaystyle \lambda <q^{2}} (즉, {\displaystyle \kappa <1/{\sqrt {2}}})
라면 같은 전하는 서로 밀어낸다. 후자를 1종 초전도체(영어: type I superconductor), 전자를 2종 초전도체(영어: type II superconductor)라고 한다.
1·2종 초전도체는 각각 1·2종 상전이를 겪는다. 이는 1종 초전도체에서는 {\displaystyle \phi }의 응축(진공기댓값)이, 전자기력이 힉스 상에서 쿨롱 상으로 갈 때 양의 에너지를 가지게 되므로, 두 개의 퍼텐셜 국소({\displaystyle |\phi |=0}, {\displaystyle |\phi |=\mu })가 생기기 때문이다. 이 경우, 상전이에 의한 잠열은 진공기댓값이 쿨롱 상에서 가지는 양의 에너지이다. 반면 2종 초전도체에서는 전자기력이 (어떤 상에 있든) 항상 스칼라장 사승 상호작용보다 약하므로, 일반 멕시코 모자 퍼텐셜과 마찬가지로 2차 상전이가 나타난다.

### 자기 선속의 양자화
만약 초전도체가 단일 연결 공간이 아닌 모양을 하고 있다고 하자. 그렇다면, 초전도체 속의 임의의 축약불가능한 폐곡선에 따라서, 자기 선속은 항상 {\displaystyle 2\pi }의 정수배로 양자화된다. 이는 다음과 같이 해석할 수 있다.
{\displaystyle \phi =|\phi |\exp(i\theta )}
라고 놓자. 힉스 메커니즘에 따라서, {\displaystyle |\phi |} 성분은 질량 {\displaystyle m_{\phi }'=1/\xi }의 실수 스칼라장이 되고, 나머지 각 {\displaystyle \theta }는 게이지장에 흡수된다. 온도가 {\displaystyle m_{\phi }'}보다 매우 낮다면 {\displaystyle |\phi |}는 매우 무거워, {\displaystyle |\phi |=\mu }로 놓을 수 있다 (이 극한은 슈튀켈베르크 메커니즘에 해당한다). 그렇다면 {\displaystyle \phi }운동 방정식에 따라서
{\displaystyle -iqA_{\mu }\phi =\partial _{\mu }\phi =i\mu \partial _{\mu }\theta }
이고,
{\displaystyle -qA_{\mu }=\partial _{\mu }\theta }
이다. 그러나 {\displaystyle \theta }는 {\displaystyle 2\pi }주기의 변수(즉, 각도)이므로, 다음이 성립한다. 임의의 초전도체 속의 폐곡선 {\displaystyle \gamma }에 대하여,
{\displaystyle \Phi /(-q)=\oint _{\gamma }dx\cdot A=\oint _{\gamma }d\theta =2\pi n(\theta |_{\gamma })}
이다. 여기서 {\displaystyle n(\theta |_{\gamma })\in \mathbb {Z} }는 원을 정의역과 공역으로 갖는 연속함수 {\displaystyle \theta |_{\gamma }\colon S^{1}\to S^{1}}의 감음수(winding number)이다. 따라서
{\displaystyle \Phi \in {\frac {2\pi }{|q|}}\mathbb {Z} }
이다. 실제 세계에서, {\displaystyle \phi }는 두 전자의 쿠퍼 쌍이므로, {\displaystyle q=-2e}이다. 즉 초전도체에서 자기 선속의 양자는
{\displaystyle \Phi _{0}=2\pi /e={\frac {\pi \hbar }{e}}=2.068\;{\text{Wb}}}
이다.

### 저항의 부재
초전도체의 경우 전기 저항이 0이다. 이는 대전된 스칼라장 {\displaystyle \phi }이 초유체를 이루기 때문이다. {\displaystyle \phi }의 위상 성분 {\displaystyle \phi =|\phi |\exp(i\theta )}은 힉스 메커니즘에 의하여 유질량 광자의 종파 모드가 되며, 질량 {\displaystyle m_{A}}를 가진다. 즉, 대전된 성분 {\displaystyle \theta }는 질량 간극을 가진다. 만약 온도가 {\displaystyle T<m_{A}}이라면, {\displaystyle \theta }의 에너지가 포논으로 방출될 수 없으므로, {\displaystyle \theta }는 대전된 초유체를 이루고, 이에 따라서 저항이 0이 된다.

## 역사
비탈리 긴즈부르크와 레프 란다우가 1950년에 도입하였다. 알렉세이 아브리코소프는 긴즈부르크-란다우 모형에 따라서, 2종 초전도체의 소용돌이(vortex)가 육각형 격자 모양을 이룬다는 것을 보였고, 이는 실험으로 확인되었다. 1959년에는 레프 고리코프(러시아어: Лев Петро́вич Горько́в)가 긴즈부르크-란다우 이론을 BCS 이론으로부터 유도하였다.
이 공로로 긴즈부르크와 아브리코소프는 2003년 노벨 물리학상을 수상하였다.

## 참고 문헌
- D. Saint-James, G. Sarma and E. J. Thomas, Type II Superconductivity Pergamon (Oxford 1969)
- Tinkham, M. (1996). 《Introduction to Superconductivity》. New York: McGraw–Hill.
- de Gennes, Pierre-Gilles (1995). 《Superconductivity of Metals and Alloys》 (영어) 2판. Perseus Books. ISBN 0-201-40842-2.

## 같이 보기
- 란다우 이론